# Gøsta Esping-Andersen
Gøsta Esping-Andersen (nacido en 1947 en Næstved) es un sociólogo danés autor de muchos libros sobre la materia. Su interés principal en este campo es el estado de bienestar y su papel en las economías capitalistas. Esping-Andersen es profesor en la Universidad Pompeu Fabra de Barcelona, España, miembro del comité científico del Instituto Juan March (Madrid) y patrono de la Fundación Instituto Madrileño de Estudios Avanzados (IMDEA) Ciencias Sociales.

## Principales trabajos
Su libro más importante e influyente se titula The Three Worlds of Welfare Capitalism. Publicado en 1990, la obra muestra tres modelos principales de estado de bienestar: 
- Liberal
- Conservador
- Social Demócrata.

Posteriormente, y tras residir en Italia y en España, añadió una nueva categoría: el modelo mediterráneo o familiarista. Con esta etiqueta quiere describir la situación de países en los que el mercado es poco flexible y eficiente, el estado de bienestar está poco desarrollado, y el papel de la familia es muy importante para hacer frente a estas instituciones poco eficaces.
Es importante señalar que esas categorías tienen poco que ver con las etiquetas contemporáneas de la política americana, y mucho más con la teoría política. Los ejemplos tradicionales de los tres tipos de Estados de Bienestar son los Estados Unidos (liberal), Alemania (conservador) y Suecia (social demócrata). 
Otros sociólogos y politólogos se basaron en aplicar su análisis teórico al mundo real. Un ejemplo se titula Real Worlds of Welfare Capitalism. Mientras algunos críticos alegan que las categorías de Esping-Andersen se están volviendo obsoletas, muchos politólogos se ven atraídos por su simplicidad intuitiva. 
En estudios empíricos, a menudo las tipologías no pueden ser diferenciadas. En general, es difícil caracterizar un mecanismo complejo como un 'estado de bienestar' en una de las tres categorías (como el propio Esping-Andersen reconoce). Muchos Estados de Bienestar tienen componentes de todas las tipologías del sistema.